# 酒井忠順 (小浜藩主)

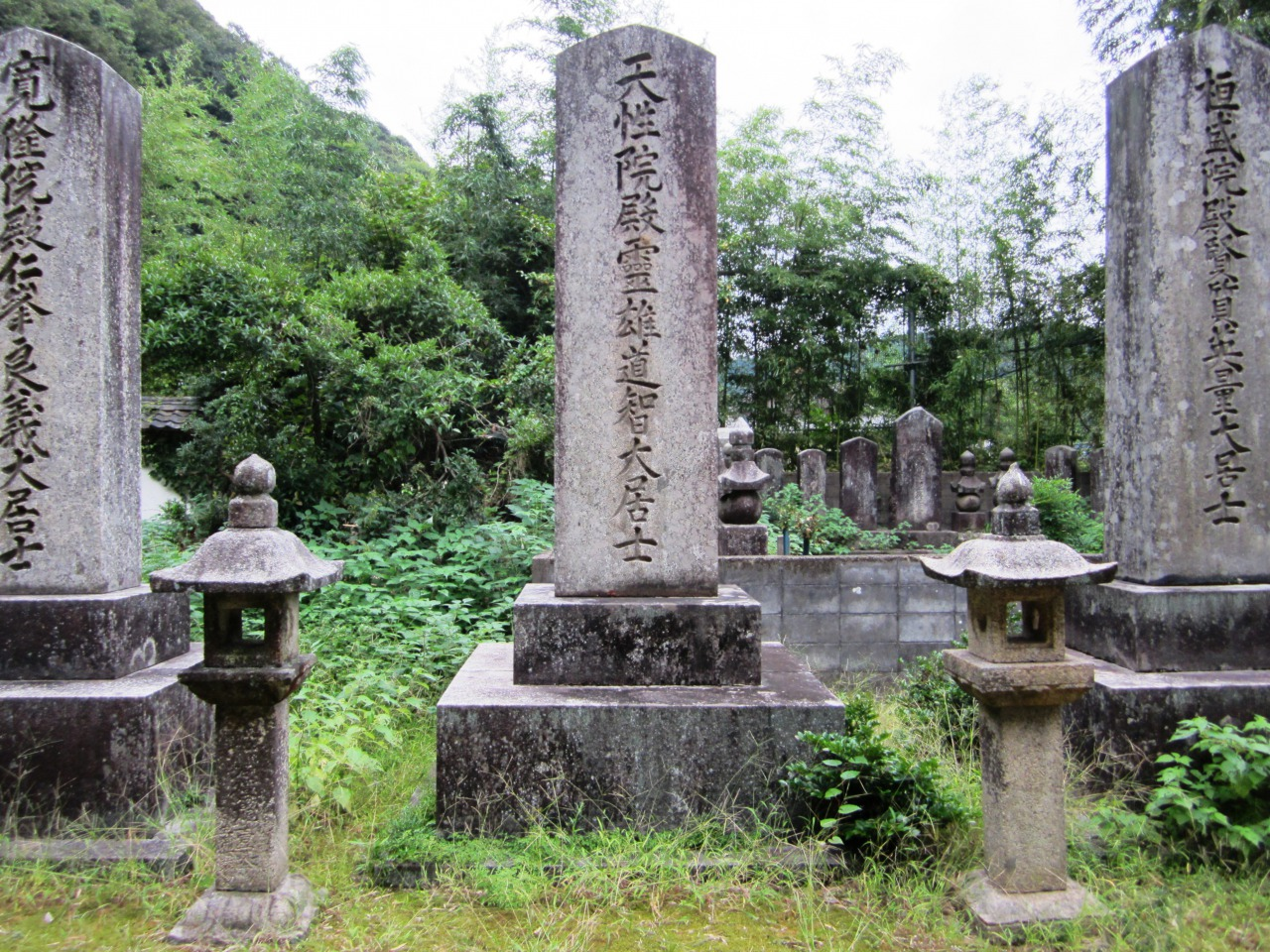
空印寺の墓

酒井 忠順（さかい ただより）は、若狭小浜藩の第11代藩主。小浜藩酒井家12代。
寛政3年（1791年）3月14日、第9代藩主酒井忠貫の次男として生まれる。文化3年（1806年）に父が死去したとき若年だったため、父の養子であった忠進が跡を継ぎ、忠順はその順養子となった。文化4年（1807年）12月、従五位下・修理大夫に叙任する。文政11年（1828年）、忠進の死去により跡を継いだ。同年12月、従四位下に昇進する。
この頃、小浜藩には30万両の借金があったため、忠順は10万石の格式を簡略化して財政再建に取り組んだが、天保4年（1833年）に領内大凶作で一揆が起こり、失敗してしまった。天保5年（1834年）2月5日、養子の忠義（忠進の五男）に家督を譲って隠居した。
嘉永6年（1853年）1月17日に死去した。享年63。

## 系譜
- 父：酒井忠貫
- 母：家女房
- 養父：酒井忠進
- 正室：辰君 - 松平定国の娘
  - 養子：酒井忠義 - 酒井忠進の五男